# Jan III van Rietberg

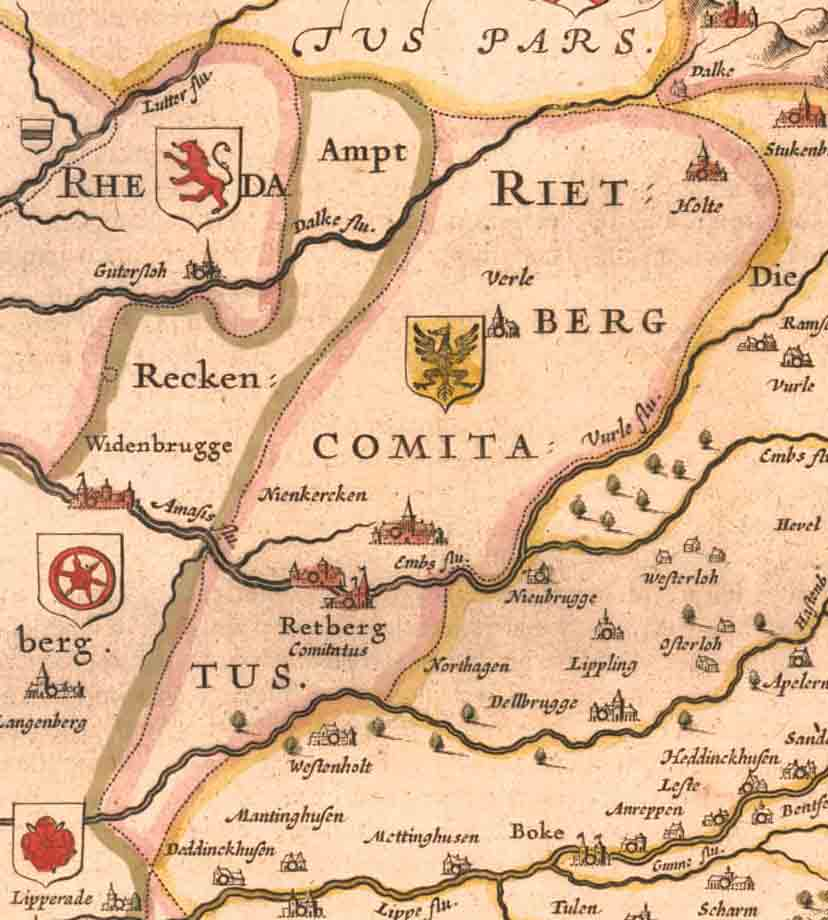
Het graafschap Rietberg

Jan III graaf van Rietberg (Aurich, 1566 – 23 januari 1625) was een Duits edelman en veldheer. 
Hij was de tweede zoon van graaf Edzard II van Oost-Friesland uit diens huwelijk met de Zweedse prinses Catharina, dochter van koning Gustaaf I. Hij werd luthers opgevoed maar bekeerde zich tot het katholicisme. Hij huwde met zijn nicht Sabina Cirksena, de dochter van zijn oudere broer en graaf van Oost-Friesland Enno III. In 1600 stond Enno III in het verdrag van Berum het graafschap Rietberg af aan zijn dochter Sabina Cirksena. Zij werden de stichters van een Oost-Friese zijtak te Rietberg. Onder invloed van haar echtgenoot werd Sabina katholiek en werd de Contrareformatie ingevoerd in Rietberg. Hij werd opgevolgd door zijn zoon Ernst Christof van Rietberg (1606-1640).
Jan III was veldheer in dienst van de Habsburgse keizer en later van de Spaanse koning tijdens de Dertigjarige Oorlog. Hij heroverde Paderborn op de protestanten. Hij werd in 1618 tot ridder geslagen in de Orde van het Gulden Vlies.